# Langkouxiang (ort i Kina, Hubei Sheng, lat 32,04, long 111,03)
Langkouxiang (kinesiska: 榔口乡) är en ort i Kina. Den ligger i provinsen Hubei, i den centrala delen av landet, omkring 350 kilometer nordväst om provinshuvudstaden Wuhan. Antalet invånare är 7 261. Befolkningen består av 3 460 kvinnor och 3 801 män. Barn under 15 år utgör 14,0 %, vuxna 15-64 år 72 %, och äldre över 65 år 13,0 %.
Runt Langkouxiang är det ganska tätbefolkat, med 86 invånare per kvadratkilometer. Närmaste större samhälle är Qingfeng, 6,0 km väster om Langkouxiang. I omgivningarna runt Langkouxiang växer i huvudsak blandskog.
Genomsnittlig årsnederbörd är 1 119 millimeter. Den regnigaste månaden är augusti, med i genomsnitt 204 mm nederbörd, och den torraste är december, med 12 mm nederbörd.